# Fiat Phylla
La Fiat Phylla è una concept car presentata nel 2008 dalla casa automobilistica italiana FIAT.

## Contesto
La Phylla è una superutilitaria a due posti costruita con alluminio e materie bioplastiche. La vettura è alimentata da una cella combustibile ad idrogeno da 1 kW ed è anche dotata di celle solari fotovoltaiche da 3,4 kW. Ha un'autonomia di 220 km. Può andare da 0 a 100 km/h in meno di 12 secondi e può raggiungere i 130 km/h di velocità massima. Fu previsto un modello di serie della Phylla (che in greco significa foglia) entro il 2010, ma non fu mai realizzata.